# Bouquehault
Bouquehault ist eine französische Gemeinde mit 794 Einwohnern (Stand: 1. Januar 2022) im Département Pas-de-Calais in der Region Hauts-de-France; sie gehört zum Arrondissement Calais und zum Kanton Calais-2.

## Geografie
Die Gemeinde Bouquehault liegt im Regionalen Naturpark Caps et Marais d’Opale, etwa 14 Kilometer südsüdöstlich von Calais. Nachbargemeinden von Bouquehault sind Campagne-lès-Guines im Norden, Rodelinghem im Nordosten und Osten, Licques im Osten und Südosten, Alembon im Süden, Hermelinghen im Südwesten und Westen sowie Guînes im Westen und Nordwesten.

## Bevölkerungsentwicklung
| Jahr                       | 1962 | 1968 | 1975 | 1982 | 1990 | 1999 | 2006 | 2013 | 2022 |
| -------------------------- | ---- | ---- | ---- | ---- | ---- | ---- | ---- | ---- | ---- |
| Einwohner                  | 452  | 480  | 450  | 488  | 529  | 567  | 663  | 719  | 794  |
| Quellen: Cassini und INSEE |      |      |      |      |      |      |      |      |      |

## Sehenswürdigkeiten
- Kirche Saint-Omer aus dem 16. Jahrhundert
- Schloss Le Dippendal aus dem 19. Jahrhundert
- Schloss Beauvallon
- Reste der früheren Burg
- Ruine der Windmühle aus dem Jahr 1868

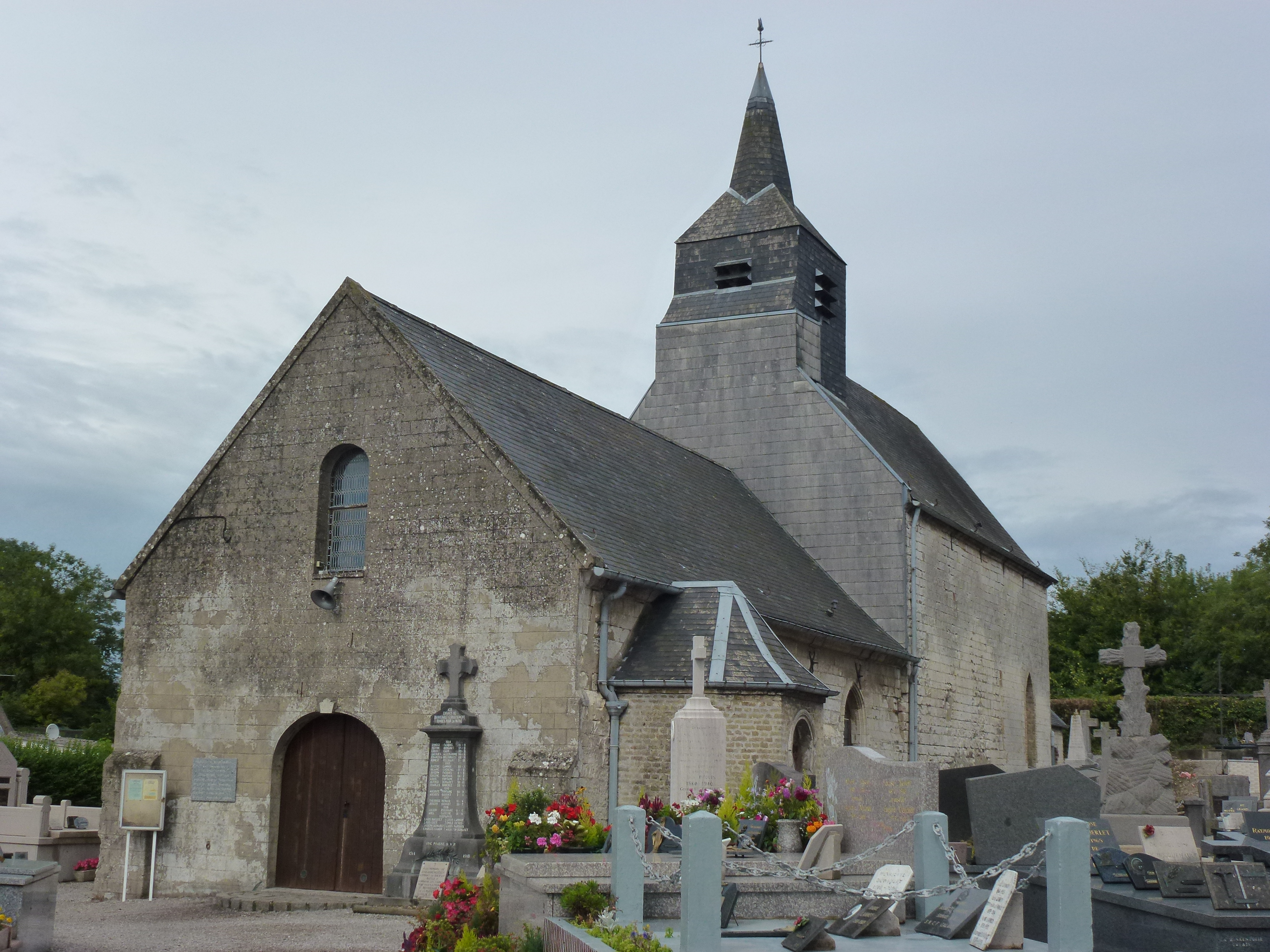
Kirche Saint-Omer
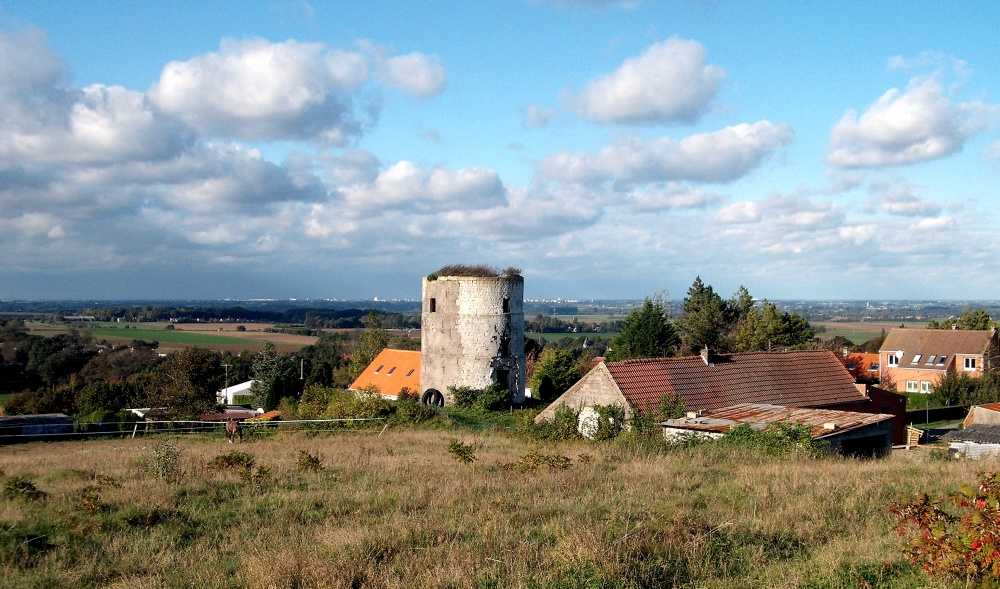
Reste der ehemaligen Windmühle
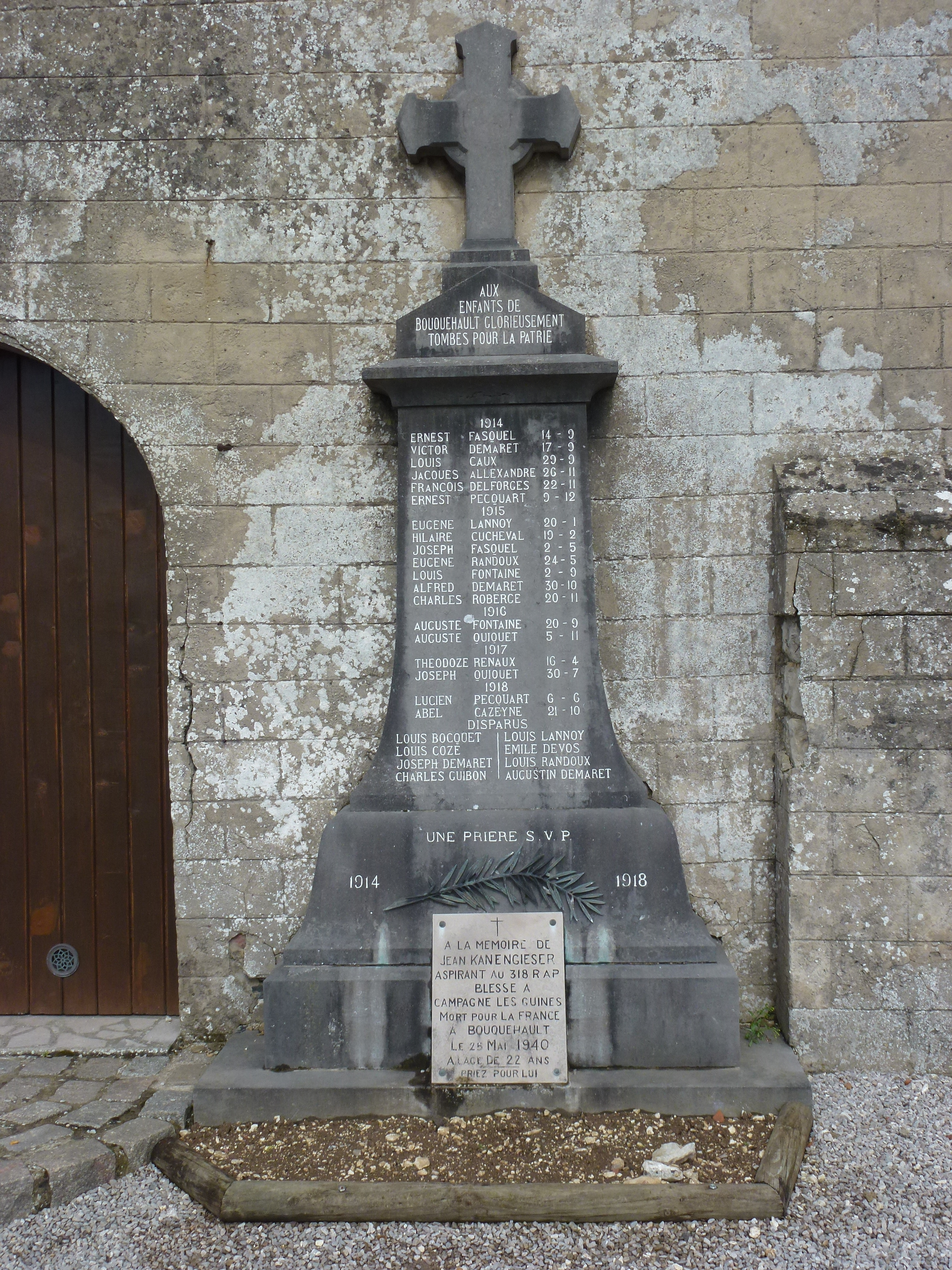
Gefallenendenkmal